# Cerconota
Cerconota is een geslacht van vlinders van de familie sikkelmotten (Oecophoridae), uit de onderfamilie Stenomatinae.

## Soorten
- C. acajuti Becker, 1971
- C. anonella Sepp, 1830
- C. brachyplaca Meyrick, 1926
- C. capnosphaera Meyrick, 1916
- C. carbonifer Busck, 1914
- C. cora Busck, 1914
- C. dimorpha Duckworth, 1962
- C. ebenocista Meyrick, 1928
- C. fusigera Meyrick, 1915
- C. impressella Walker, 1864
- C. languescens Meyrick, 1915
- C. minna Busck, 1914
- C. nimbosa Zeller, 1877
- C. nitens Butler, 1882
- C. palliata Walsingham, 1913
- C. ptilosema Meyrick, 1918
- C. recurvella Walker, 1864
- C. salutaris Butler, 1882
- C. sciaphilina Zeller, 1877
- C. tridesma Meyrick, 1915